# Kupol Universitetskij
Kupol Universitetskij är en bergstopp i Antarktis. Den ligger i Östantarktis. Norge gör anspråk på området. Toppen på Kupol Universitetskij är 11 meter över havet.
Terrängen runt Kupol Universitetskij är mycket platt. Havet är nära Kupol Universitetskij åt nordväst. Trakten är obefolkad. Det finns inga samhällen i närheten.